# Absolon
Pour les articles homonymes, voir Absolon (homonymie).
Pour plus de détails, voir Fiche technique et Distribution.
Absolon est un film policier de science-fiction canado-britannique réalisé par David DeBartolomé, sorti en 2003. Il a été diffusé à la télévision aux États-Unis le 23 août 2003 sur Sci Fi Channel.

## Synopsis
Un virus a infecté l'ensemble des humains en 2010 et tué 80 % de la population mondiale. Aucun remède n'est connu, mais un médicament du nom d’Absolon a été trouvé qui permet aux gens de survivre malgré la maladie. Malheureusement, ce médicament ne détruit pas le virus et tous doivent donc le prendre sur une base permanente afin de survivre. De plus, ce médicament a été développé par une compagnie privée qui bénéficie d'un droit de monopole grâce à ses brevets.
L'histoire commence lorsqu'un scientifique qui travaille sur un vaccin devant éradiquer ce virus est retrouvé assassiné et l'inspecteur Norman Scott est chargé de mener une enquête. Il ne tardera pas à se retrouver au milieu d'un complot infernal dans lequel il sera aidé par le docteur Claire Whittaker.

## Fiche technique
- Réalisation : David DeBartolomé
- Scénario : Brad Mirman
- Photographie : Unax Mendia
- Musique : David Barto, Carlos Ann, Howie Bernstein, Gary Koftinoff, Sergio Ontiveros
- Montage : Evan Landis
- Décors : Tim Boyd
- Production : Jamie Brown, Gary Howsam, Richard Rionda Del Castro
- Sociétés de production : GFT Entertainment, Hannibal Pictures
- Pays de production :  Canada,  Royaume-Uni
- Langue : Anglais
- Format : couleur, 1,85:1, 35 mm
- Dates de sortie :
  - Royaume-Uni : 10 mars 2003
  - France : 14 mai 2003 (Festival de Cannes)

## Distribution
- Christophe Lambert (VF : lui-même) : détective Norman Scott
- Lou Diamond Phillips (VF : Bernard Bollet) : agent Walters
- Kelly Brook (VF : Maëva Pasquali) : Dr. Claire Whittaker
- Ron Perlman (VF : François Siener) : Murchison
- Roberta Angelica (VF : Julie Recoing) : détective Ruth Bryant
- Neville Edwards : Harris
- Tre Smith (VF : David van de Woestyne) : Vasquez
- James Kidnie (VF : François Dunoyer) : Doc
- Topaz Hasfal-Schou : agent Davis
- Christopher Redman (VF : Pascal Grull) : Daniel Haywood
- Stewart Arnott : Dr John Stewart
- Jonathan Watton : homme au téléphone / technicien

 Source et légende : version française (VF) sur RS Doublage et selon le carton du doublage français sur le DVD zone 2.